# قیامت (آلبوم آناستازیا)
«قیامت» آلبومی از هنرمند اهل ایالات متحده آمریکا آناستازیا است که در  ۲ مه ۲۰۱۴ منتشر شد.
این آلبوم در چارت‌های هلند، آلمان، بریتانیا، سوئیس جزو ده آلبوم اول قرار گرفت.